# Jugaria kofiadii
Jugaria kofiadii är en ringmaskart som beskrevs av Rzhavsky 1988. Jugaria kofiadii ingår i släktet Jugaria och familjen Serpulidae. Inga underarter finns listade i Catalogue of Life.